# Melopyrrha
Melopyrrha is een geslacht van zangvogels uit de familie Thraupidae (tangaren).

## Soorten
Het geslacht kent de volgende drie soorten:
- † Melopyrrha grandis – Sint-Kittsdikbekje
- Melopyrrha nigra – Cubaans dikbekje
- Melopyrrha portoricensis – Roodkapdikbekje
- Melopyrrha violacea – Bahamadikbekje
- Melopyrrha taylori – Grand-Caymandikbekje